# Élections municipales partielles de 1966 à Dunkerque
Les élections municipales complémentaires ont lieu les 4 et 11 septembre 1966 à Dunkerque.

## Mode de scrutin
La loi du 5 avril 1884 est considérée comme l'acte fondateur de la démocratie municipale en France, instituant un régime juridique uniforme pour toutes les communes (à l'exception de la ville de Paris). Elle affirme l'élection des membres du conseil municipal (les conseillers municipaux) au suffrage universel direct et l'élection du maire par le conseil municipal. Le mandat est fixé à quatre ans, il est porté à six ans en 1929.
Le mode de scrutin retenu est le scrutin majoritaire plurinominal à deux tours avec panachage. Il reste en vigueur pour toutes les communes jusqu'aux élections de 1947, où un scrutin proportionnel s'applique aux communes de plus de 9 000 habitants.
L'ordonnance du 4 février 1959 rétablit le scrutin majoritaire pour les communes de moins de 120 000 habitants. Pour les autres, le scrutin est un scrutin proportionnel de liste à un tour. Mais dès 1964, une loi supprime totalement la proportionnelle :
- dans les communes de moins de 30 000, le scrutin majoritaire avec panachage est maintenu ;
- dans les communes de plus de 30 000 est créé un scrutin majoritaire avec liste bloquée à deux tours : la liste gagnante (majorité absolue au premier tour, relative au second) remporte la totalité des sièges du conseil municipal ; à Paris, Marseille et Lyon, le scrutin a lieu par secteurs composés d'un, plusieurs ou une partie d'arrondissement.

## Contexte
Paul Asseman, maire de Dunkerque réélu en 1965, décède le 17 juillet 1966. Ce décès qui fait suite à celle d'un autre conseiller municipal Georges Valentin provoque des élections complémentaires pour deux sièges.

## Résultats[5],[6]
- Maire sortant : Paul Asseman (Socialiste autonome) décédé le 10 juillet 1966
- 2 sièges à pourvoir (population légale 1962 : 27 616 habitants)

| Tête de liste  | Tête de liste                | Coalition                                                                 | Premier tour | Premier tour | Second tour | Second tour | Sièges            | Sièges |
| Tête de liste  | Tête de liste                | Coalition                                                                 | #            | %            | #           | %           | Conseil municipal | #      |
| -------------- | ---------------------------- | ------------------------------------------------------------------------- | ------------ | ------------ | ----------- | ----------- | ----------------- | ------ |
|                | Jacqueline Deconinck-Asseman | "Liste d'union des dunkerquois pour un Grand Dunkerque"                   | 3 074        | 19,33 %      | 4 075       | 25,62 %     | 1                 |        |
|                | Docteur Robert Breynaert     | "Liste d'union des dunkerquois pour un Grand Dunkerque"                   | 3 254        | 20,10 %      | 4 176       | 25,90 %     | 1                 |        |
|                | M. Chasselat                 | "Liste démocratique d'union pour une grande ville à côté d'un grand Port" | 2 570        | 16,00 %      | 3 898       | 24,30 %     | 0                 |        |
|                | M. Leroux                    | "Liste démocratique d'union pour une grande ville à côté d'un grand Port" | 2 527        | 15,89 %      | 3 834       | 24,11 %     | 0                 |        |
|                | Lucien Duffuler              | PCF                                                                       | 1 579        | 9,80 %       |             |             | 0                 |        |
|                | M. Ducroq                    | PCF                                                                       | 1 544        | 9,70 %       |             |             | 0                 |        |
|                | Maurice Cousein              | "Liste d'Action Municipale"                                               | 443          | 2,70 %       |             |             | 0                 |        |
|                | Léon Versheure               | "Liste d'Action Municipale"                                               | 410          | 2,57 %       |             |             | 0                 |        |
| Inscrits       | Inscrits                     | Inscrits                                                                  | 15 901       | 100 %        | 15 901      | 100 %       | 2                 |        |
| Abstention     | Abstention                   | Abstention                                                                | 8 008        | 50,36 %      | 7 704       | 48,40 %     |                   |        |
| Votants        | Votants                      | Votants                                                                   | 7 893        | 49,63 %      | 8 197       | 51,55 %     |                   |        |
| Blancs et nuls | Blancs et nuls               | Blancs et nuls                                                            | 114          | 0,71 %       | 142         | 0,89 %      |                   |        |
| Exprimés       | Exprimés                     | Exprimés                                                                  | 7 779        | 48,92 %      | 8 055       | 50,65 %     |                   |        |

- À la suite de ces résultats, Claude Prouvoyeur est élu maire de Dunkerque le dimanche 18 septembre 1966 par dix-sept voix et dix bulletins blancs, Claude Prouvoyeur n'a pas obtenu la totalité des voix MRP dont les conseillers appartiennent pourtant à la majorité municipale[7].